# Stolni vrh
Stolni vrh se nahaja na severnem koncu Maribora nad osrednjo železniško postajo. Hrib  je visok 382 m. Z vrha je lep razgled na mesto, Pohorje, po Dravski dolini vse do Pece (v lepem vremenu), proti jugu na Dravsko polje skoraj do Ptuja.